# Музей історії українського хореографічного мистецтва
Музей історії українського хореографічного мистецтва — музей, присвячений розвитку українського хореографічного мистецтва, танцям українців та колективам, що їх розвивали, розташований в приміщенні колишнього Нацбанку в місті Кропивницького.
Музей працює на правах відділу обласного краєзнавчого музею.

## Історія і фонди музею
2004 року Кіровоградським обласним управлінням культури і туризму розпочато створення музею історії українського хореографічного мистецтва на території державного заповідника-музею І. Тобілевича (Карпенка-Карого) «Хутір Надія».
20 вересня 2023 року Музей хореографії запрацював у центрі Кропивницького.
У теперішній час музейне зібрання налічує понад 4 800 одиниць зберігання. Основу фондової збірки складають матеріали, які протягом тривалого часу збирали заслужені працівники культури України лауреат обласної краєзнавчої премії імені Володимира Ястребова, автор книг «Степова Терпсихора», «Там, де Ятрань...» Бориса Кокуленко та керівник заслуженого ансамблю народного танцю України «Ятрань» Василь Босий. Активну участь у створенні музею та наповненні його колекції взяли також народний артист України, засновник ансамблю «Ятрань» та академічного театру народної музики, пісні і танцю «Зоряни» А.М. Кривохижа; Герой України, Народний артист України та Росії, генеральний директор-художній керівник Національного заслуженого академічного ансамблю танцю України ім. П. Вірського, академік, професор, голова Національної хореографічної спілки України М.М. Вантух; Народний артист України, проректор ЦДПУ ім. В.Винниченка, професор, директор обласного загальноосвітнього навчально-виховного комплексу гуманітарно-естетичного профілю (гімназія-інтернат-школа мистецтв), художній керівник хореографічного ансамблю «Пролісок» А.Є. Коротков; народна артистка України художній керівник академічного театру народної музики, пісні і танцю «Зоряни» А.М. Червінська. Завдяки їм діапазон зібраного значно розширився.
Фонди музею складають документи, фото, афіші та програми виступів, газетні та журнальні матеріали, оригінальні предмети, зокрема танцювальні костюми, нагороди та сувеніри з багатьох країн світу, пов'язані з широкою гастрольною діяльністю заслуженого ансамблю народного танцю України «Ятрань» та академічного театру народної музики, пісні і танцю «Зоряни.
Завдяки надісланим у 2008 році матеріалам від Державного Гуцульського ансамблю пісні і танцю (м. Івано-Франківськ), фольклорно-хореографічного ансамблю «Славутич» (м. Дніпропетровськ), Державного заслуженого Закарпатського народного хору (м. Ужгород), заслуженого ансамблю танцю України «Юність» (м. Львів), заслуженого ансамблю танцю України «Юність Закарпаття» (м. Ужгород), у музеї є більше можливостей дізнатися про професійні та заслужені самодіяльні колективи українського танцю в регіонах України.
Для показу розвитку українського танцю за кордоном, колективом музейного закладу проводиться значна робота зі встановлення творчих зв'язків з діаспорою. За період 2007—08 років надійшли матеріали з Канади, США (Філадельфії), що дають можливість познайомитись з колективами, які пропагують українське танцювальне мистецтво за межами нашої країни.
Музей постійно отримує нові цікаві надходження — як від закладів, колективів і окремих осіб в Україні, так і з-за кордону — у 2008 році передано матеріали про ансамбль народного танцю «Черемош», який створено при музеї народної культури у Венгожеві (Польща), а під час свого відвідання музею художній керівник зразкового ансамблю народного танцю «Северное сияние» Губкінської школи народного танцю (м. Губкінськ, Ямало-Ненецький автономний округ, Тюменська область, Росія), головний балетмейстер, заслужений працівник Росії, заслужений працівник України Олександр Іванович Гулак передав матеріали про солюваний ним ансамбль.
Співробітниками музею проводиться робота із забезпечення музею методичною літературою та літературою з теорії та розвитку хореографії, яка, в тому числі, використовується в експозиції.
Музей історії українського хореографічного мистецтва розвивається, і зусиллями колективу спрямований на всебічне і повне висвітлення історії народного танцювального мистецтва та ознайомлення з продовжувачами традицій основоположників українського народного сценічного танцю.

## Джерело-посилання
- Музей історії українського хореографічного мистецтва[недоступне посилання з липня 2019] на Офіційна вебсторінка Кіровоградського обласного краєзнавчого музею

1. ↑  https://discover.ua/locations/hutir-nadiya